# NGC 2275
NGC 2275 este o galaxie spirală situată în constelația Gemenii. A fost descoperită în 26 octombrie 1786 de către William Herschel. Se află la o distanță de 68,04 de megaparseci de Pământ.